# 尔朱代勤
尔朱代勤（？—？），北秀容（今山西省忻州市忻府区）人，北魏官员，尔朱荣的祖父。

## 生平
尔朱代勤继任父亲的职位担任领民酋长，他是魏太武帝拓跋焘夫人敬哀皇后的舅舅，以外戚的身份同时又有数次征伐的功劳，被免除一百年的赋税和徭役，担任立义将军。尔朱代勤曾经围住山岭狩猎，部落百姓射老虎时，误射中尔朱代勤的大腿，尔朱代勤令人拔出箭头，竟不追究，说：“这既然是过失伤了我，怎么忍心加罪于他。”部属听说后都很感动。魏文成帝拓跋浚时期，尔朱代勤署理宁南将军，出任肆州刺史，魏孝文帝元宏封他为梁郡公，尔朱代勤因为年老退休，朝廷每年照常赐予他帛百匹。尔朱代勤在虚岁九十一时去世，朝廷赠予帛五百匹、布二百匹，赠予镇南将军、并州刺史，谥号莊。魏孝莊帝元子攸时期，因为尔朱荣有辅佐拥戴的功劳，追赠尔朱代勤太师、司徒公、录尚书事。

## 家庭

### 祖父
- 尔朱羽健，北魏散骑常侍、领民酋长

### 父亲
- 尔朱郁德，北魏领民酋长

### 儿子
- 尔朱新兴，北魏散骑常侍、平北将军、秀容第一领民酋长、西河简王
- 尔朱侯真，北魏东宫詹事、内都大官、使持节、黄龙镇大将、镇南将军、安并二州刺史、始昌侯

### 孙子
- 尔朱荣，北魏使持节、侍中、都督中外诸军事、大将军、开府、兼尚书令、领军将军、领左右将军、晋武王